# Stanisław Oktawjusz Malachowski-Nalecz
Stanisław Oktawjusz Malachowski-Nalecz, poljski general, * 1882, † 1971.